# Winzerchor

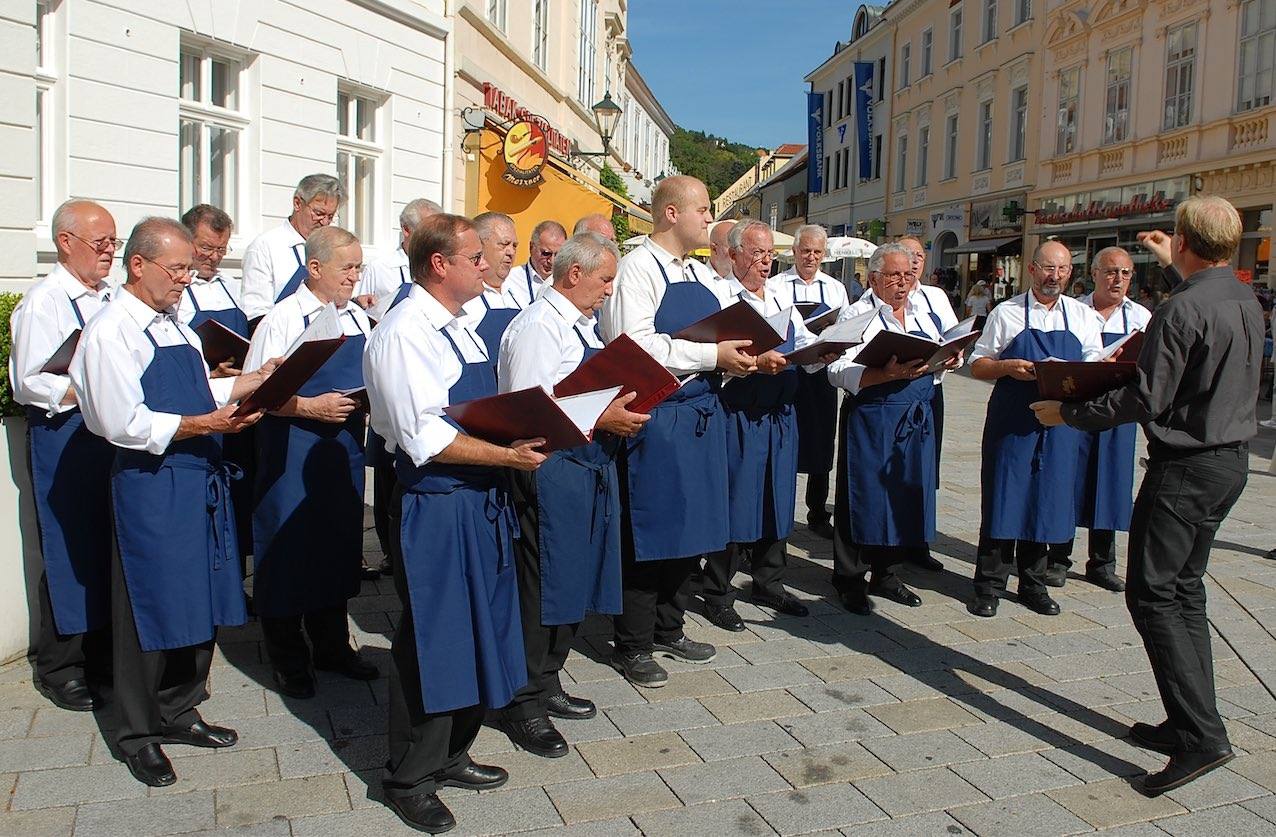
Die "Singenden Weinhauer" am Hauptplatz in Baden bei Wien bei ihrem Auftritt anlässlich der Eröffnung der Badener Traubenkurwochen 2011

In einem Winzerchor steht der Wein im Mittelpunkt des Gesangs. In der Regel sind es die Winzer selbst, die das Liedgut rund um den Wein pflegen. Meist verfügen die Mitglieder solcher Chöre über eine spezielle Adjustierung.

## Winzerchöre in Deutschland
- Bottwartäler Winzerchor Liederkranz Großbottwar 1839 e.V. – Großbottwar (Baden-Württemberg)[1]
- Winzerchor 1876 Kröv – Kröv (Rheinland-Pfalz)[2][3]
- Sächsischer Winzerchor Spaargebirge e.V. Meißen – Meißen (Sachsen)[4]
- Winzerchor Diesbar-Seußlitz – Diesbar-Seußlitz (Sachsen)[5]

## Winzerchöre in Österreich
- Singende Weinhauer – Baden bei Wien (Niederösterreich)[6][7]
- Köllamaunachor – Unterstinkenbrunn (Niederösterreich)[8]
- Winzerchor Weiden am See – Weiden am See (Burgenland)[9]
- Winzerchor Wolfsberg – Wolfsberg (Steiermark)[10]